# Vladimir Medinski
Vladimir Rostislavovitch Medinski (en russe : Влади́мир Ростисла́вович Меди́нский), né le 18 juillet 1970 à Smila (Union soviétique), est un homme politique russe.
Membre de Russie unie, un parti classé à droite de l'échiquier politique, il est ministre de la Culture de la fédération de Russie (en) de 2012 à 2020 sous la présidence de Vladimir Poutine.
Il a le grade civil de conseiller d'État effectif de la fédération de Russie de 1re classe.

## Biographie

### Études et mariage
Il est diplômé en 1992 de l'Institut d’État des relations internationales du Ministère des Affaires étrangères.
En 2011, il soutient sa thèse d'histoire intitulée « Défauts d'objectivité des savants étrangers dans l'étude de l'histoire russe des XVe – XVIIe siècles ». Le 25 avril 2016, de nombreux universitaires comme Viatcheslav Kazliakov, Konstantin Ierusalimski et Ivan Babitski demandent le retrait de sa thèse à la suite de plusieurs accusations d'approximations et d'erreurs mais cela est rejeté par la Haute instance d'attribution des diplômes.
Il est marié à Marina Medinskaïa, multi-millionnaire qui a fait fortune dans l'immobilier, la publicité et les salons de beauté.

### Carrière et politique
En 1992, il travaille à l'ambassade russe aux États-Unis.
Il est élu député de la Douma de 2007 à 2011.
Il fonde le centre de la culture russe (Centro Studi sulle Arti della Russia, CSAR) à l'Université Ca' Foscari de Venise en 2011 dans le cadre de l'année d'échange culturel entre l'Italie et la Russie. Il est nommé Docteur honoris causa de cette université en mars 2014.

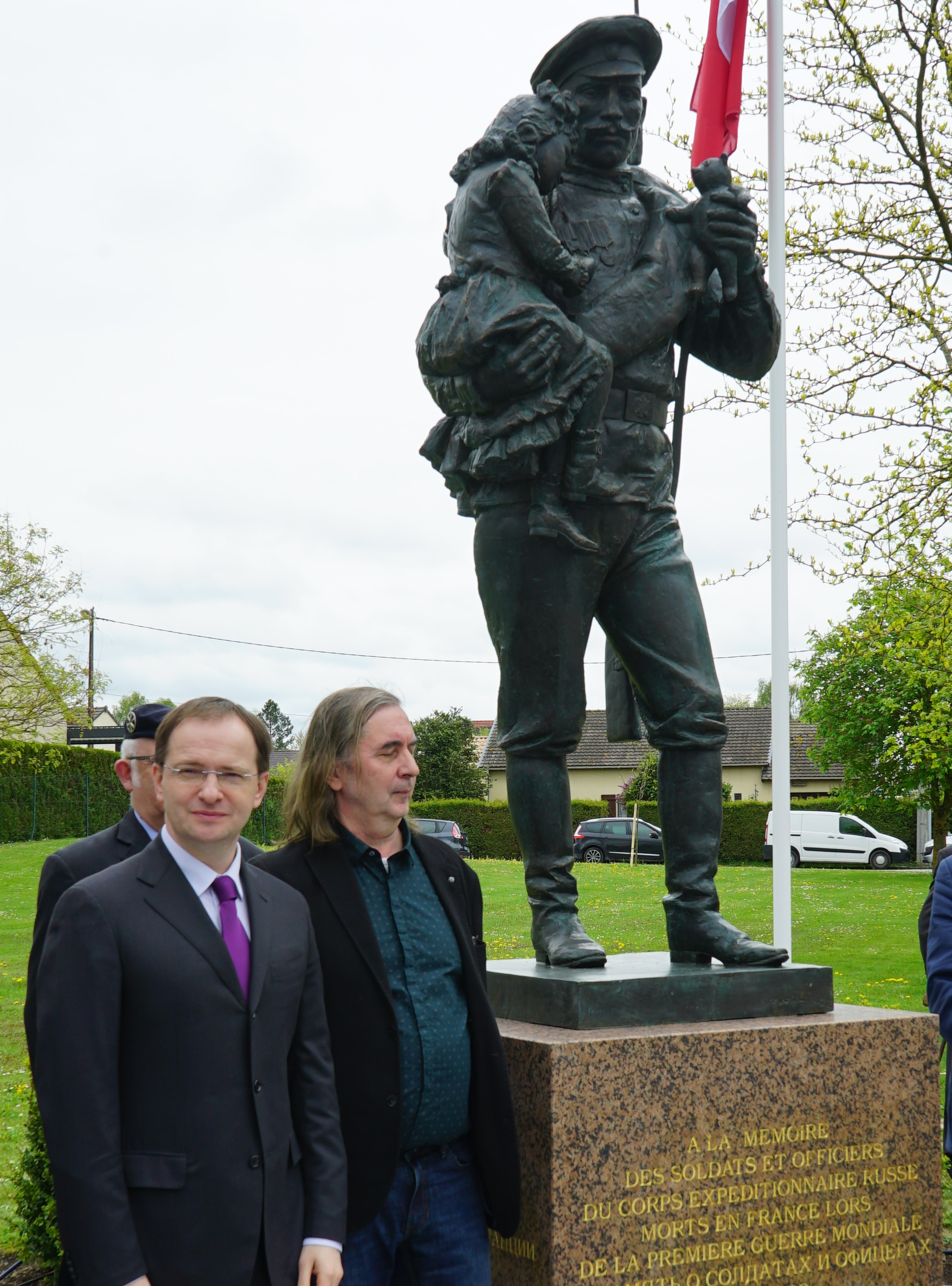
Vladimir Medinski lors de l'inauguration d'un monument en hommage au corps expéditionnaire russe à Courcy le 26 avril 2015.

En 2013, il est élu président de la Société russe d'histoire militaire (RMHS) dont il avait été l'un des créateurs en 2012.

#### Ministre de la culture
Il est ministre de la Culture de la Fédération de Russie de 2012 à 2020. Pendant cette période, il mène une politique de réhabilitation de Staline en érigeant des bustes de ce dernier dans plusieurs villes. Il tient aussi des propos conservateurs quant à l'art contemporain qu'il définit par trois principes « le barbouillé, le froissé et l’incompréhensible ».
Surnommé « Propagandon », il n'hésite pas à limoger ou déprogrammer plusieurs spectacles.
Le 7 avril 2014, il remercie Grigory Revzin, critique d’architecture, historien de l’art et commissaire du pavillon russe pour la biennale d'architecture de Venise, qui a condamné l'annexion de la Crimée. Durant l'été 2014, il fait voter une loi, qui est peu suivie, interdisant aux écrivains, aux cinéastes et aux metteurs en scène d’utiliser des propos obscènes,. À la suite de cela, Léviathan, un film dramatique russe réalisé par Andreï Zviaguintsev sort en version censurée. Fin 2014, le théâtre d’Opéra et de Ballet de Novossibirsk programme une version jugée trop osée de Tannhaüser de Richard Wagner. On y voit Tannhäuser, le héros, réaliser un film érotique sur Jésus-Christ. En mars 2015, le directeur du théâtre est limogé et le spectacle, déprogrammé.
Vladimir Medinski accuse en 2015 Daniel Espinosa, le réalisateur du thriller Enfant 44, d'avoir rendu les citoyens russes « inhumains ». Il interdit le film à la suite de cela.
Le 19 octobre 2016, il remplace, avec l'ambassadeur Alexandre Orlov, Vladimir Poutine pour l'inauguration de la cathédrale de la Sainte-Trinité de Paris. Il salue le « soutien permanent du gouvernement français qui a permis de surmonter toutes les difficultés et terminer les travaux à temps ».
En 2016, un différend éclate entre le ministre et le chef des Archives nationales de l'Etat, Sergueï Mironenko au sujet des 28 soldats de la brigade de Panfilov (en) qui auraient défendu Moscou en 1941. Ce dernier affirme, preuve à l'appui, que cette histoire est en réalité un mythe dont la fausseté est prouvée depuis 1948. Medinski déclare que « quand bien même cette histoire aurait été inventée de toutes pièces [...] c'est une légende sacrée ; elle est intouchable » et limoge Sergueï Mironenko peu de temps après. La même année, le Centre d’Etat pour l’Art Contemporain (CEAC) est absorbé par le Musée d'État et centre d'exposition ROSIZO (en), « connu pour ses expositions affreuses d’artistes soviétiques de style stalinien » comme l'explique le critique d'art et historien, Andreï Erofeev.
En septembre 2017, il inaugure à Moscou une statue en l'honneur de Mikhaïl Kalachnikov et déclare que la « Kalachnikov incarne les meilleurs traits de l’homme russe […]. L’AK est, on peut le dire, un véritable symbole culturel russe ».
Le 23 janvier 2018, la comédie franco-britannique La Mort de Staline est déprogrammée et jugée par Vladimir Medinski comme étant « une raillerie insultante envers le passé soviétique, le pays qui a vaincu le fascisme, l'armée soviétique et les gens ordinaires et même envers les victimes du stalinisme ».
Il est remplacé par Olga Lioubimova le 21 janvier 2020 lors de la constitution du nouveau gouvernement de Mikhaïl Michoustine. Il était alors très critiqué du fait de scandales de corruption et de censure. Il reste cependant un proche conseiller de Vladimir Poutine et détient le record de longévité à la tête de ce ministère.

#### Négociations avec l'Ukraine
Depuis le 28 février 2022, il est président de la délégation russe chargée des négociations avec l'Ukraine à Homiel, en Biélorussie, dans le cadre de l'invasion de l'Ukraine par la Russie.
Le 7 mars 2022, il accuse l'Ukraine de « crime de guerre » et de bloquer les couloirs humanitaires dans plusieurs villes dans un contexte où les tentatives pour évacuer les civils ont toutes échoué.

## Ouvrages
Il a écrit une série d'essais sur les mythes de la Russie depuis 2006. Ses livres rencontrent un succès important mais sont souvent contestés.
- Fondements juridiques de la publicité commerciale (en collaboration avec Kirill Vsevolozhskiy). 1998, Nauka, 316 p. (non traduit).
- À propos de l'ivresse, de la paresse et de la cruauté russes. 2008, Olma Media Group, 560 p (non traduit).
- Guerre. Mythes de l'URSS. 1939-1945. 2011, Olma Media Group, 656 p (non traduit). Il y explique que les Etats baltes n’ont jamais été occupés par l’Armée rouge ce qui suscite de nombreuses controverses[24].
- A propos de la Russie - la "prison des peuples". 2011, Olma Media Group, 176 p (non traduit).

- Le Mur, son premier roman, consacré aux temps des troubles en Russie, paru en 2012, est adapté à la télévision par Dmitri Meskhiev en 2016.

## Décorations
- Commandeur de l'ordre du Mérite culturel de Monaco Il est fait commandeur le 17 décembre 2015[25]